# のあ
のあ（ノア/NOA）は、日本のミュージシャン、ボーカリスト、シンガーソングライター。Mother Earth、FORCE等のバンドを経て、ソロアーティストとして活動中。出身は熊本県。

## 概要
音楽性はロックが基本だが、楽曲によってオーケストラやピアノの独奏などクラシカルな曲調のものも多い。ライブスタイルはフリーハンドのボーカルスタイルが基本、曲によってギターやサックスを扱う。11月7日生まれ、血液型O型。

## 略歴
- 1997年 『Mother Earth』のボーカル
- 2000年 『FORCE』を結成、ボーカル
- 2004年 ソロ活動開始、現在に至る

## 作品
スタジオ・アルバム
| 年     | アルバム名          |
| ------ | ------------------- |
| 2003年 | 『HATIMITU/ORANGE』 |
| 2004年 | 『夜明』            |
| 2006年 | 『SCENERY』         |
| 2009年 | 『SERAPHIM』        |

デジタルシングル
| 年     | タイトル     | 形式                                       |
| ------ | ------------ | ------------------------------------------ |
| 2022年 | 『PENDULUM』 | デジタル・ダウンロード・ミュージックビデオ |

ミュージックビデオ
| 年     | タイトル     | プラットフォーム |
| ------ | ------------ | ---------------- |
| 2022年 | 『PENDULUM』 | YouTube          |

DVD
| 年     | タイトル         |
| ------ | ---------------- |
| 2004年 | 『栞～shiori～』 |